# Aitutaki
Aitutaki a Cook-szigetek egyik szigete. A sziget más nevei: Araura, Ararau, Utataki. Rarotonga-tól északra található. Lakossága kb. 2000 fő. A legnagyobb települése Arutanga (Arutunga).

## Földrajz
A sziget legmagasabb pontja a 123 m-en található Maunga Pu. A sziget kb. háromszög alakú, 12 km-es oldalakkal. A nyugati atollok a sziget fontos részei.
Aitutaki 15 kis szigetéből 2 vulkanikus eredetű, a többi korallokból épül fel.

## Történelem
Az első polinéziai lakosok a szigeten Kr. u. 900-ban telepedtek meg.
Az első európai a szigeten William Bligh volt, aki 1789. április 11-én fedezte fel a szigetet.
Eleinte keresztény misszionáriusok érkeztek a szigetre, majd a London Misszionárius Társaság érkezett ide. A legrégebbi templom a Cook-szigeteken itt található, Arutungán a Cook Islands Christian Church (Cook-szigeteki Keresztény Templom).
1942-ben USA-beli és új-zélandi katonák érkeztek Aitutakira.

## Látnivalók
Aitutaki legfőbb látnivalói a következők:
- Lagúna
- A Cook-szigetek legrégebbi temploma
- Néhány óriás fügefa
- A lagúna délkeleti részén található sziget

## Utazás
Aitutaki-ra az Air Rarotonga naponta indít repülőjáratokat.

## Sport
Aitutakin a legnépszerűbb sport a rögbi.

## Szigetek
A fő szigetek a következők:
- Akitua
- Angarei
- Ee
- Mangere
- Papau
- Tavaeruaiti
- Tavaerua
- Akaiami
- Muritapua
- Tekopua
- Tapuaetai
- Motukitiu
- Moturakau
- Rapota
- Maina